# Conchoraptor
Conchoraptor là một chi khủng long, được Barsbold mô tả khoa học năm 1986.